# Poroszország (történeti)
A történeti Poroszország, másképp Ó-Poroszország egy ma nagyobbrészt Lengyelországhoz, kisebbrészt Oroszországhoz tartozó (Kalinyingrád és körzete) történelmi terület. Későbbi elnevezése Kelet-Poroszország, amelynek területe a történelem során többször módosult. Történelmi Poroszországnak azt a régiót szokás nevezni, ahol a kihalt balti poroszok éltek. Ez a Balti-tenger partján, a Visztula és a Nyeman mentén található. Területe 36 993 km².
Porosz régiók (hajdani porosz törzsi területek):
- Pomezánia
- Pogezánia
- Lubava
- Warmia
- Bartia
- Galindia
- Nadruvia
- Skalva
- Sambia
- Natangia
- Suduva

A történeti Poroszország Litvániával határos keleti határai bizonytalanok. Egyes történészek szerint Nadruvia, Galindia, Suduva keleti végeit a lovagrend a litvánoktól foglalta el, akárcsak Skalva tartományt (a Memel-vidék).
A poroszok egészen a XIII. századig zavartalanul birtokolták a területet. Mivel pogányok voltak, számos kísérletet tettek térítésükre. Katonai jellegű (keresztes-hadjárat) térítésükre 1226-tól került sor, amikor a Szentföldről és Magyarországról elűzött Német (Teuton) Lovagrendet betelepítették a poroszokkal szomszédos Kulmba. A poroszok hosszú időn át ellenálltak a kereszteseknek, s komoly veszteségeket szenvedtek a harcokban. A területek benépesítésére nagyszámú német telepes érkezett, ami lassan asszimilálta a poroszságot. Maga a porosz név azonosult a némettel, poroszoknak számítottak a német telepesek is.
Területileg Poroszország is egészen más fogalmat takart. 1309-ben a Német Lovagrend meghódította az addig Lengyelország részét képező Kelet-Pomerániát. Így már azt az országot is Poroszországnak nevezték. A lengyelek később visszaszerezték Kelet-Pomerániát és még a lovagrend porosz területeinek nyugati és középső részét is birtokukba vették. A keleti felén a lovagok hűbéresként birtokolták államukat, egész addig, amíg Brandenburgi Albert protestáns hercegséget nem alapított rajta.
Lengyelország első felosztásakor a Porosz Királyság megkapta a történeti Poroszországból a lengyelek által birtoklott felét és Kelet-Pomerániát. A második felosztáskor a teljes terület a birtokába jutott. A történeti terület ekkor Kelet-Poroszország néven szerepelt, Königsberg központtal, Kelet-Pomerániát pedig Nyugat-Poroszországnak nevezték, annak székhelye Danzig (Gdańsk) volt.
Az első világháború után Lengyelországot helyreállították, Kelet-Poroszország pedig Németország része maradt. Szárazföldi összeköttetés 1939-ben jött létre, amikor a náci Németország elfoglalta Lengyelországot és a Szovjetunióval közösen felosztotta. A háború végeztével a szovjetek nem mondtak le a kelet-lengyel területekről, amelyek ma Fehéroroszországhoz, Ukrajnához és Litvániához tartoznak. Lengyelországot ezekért cserébe nyugaton német (sziléziai, brandenburgi, pomerániai) területekkel és Kelet-Poroszország nagy részével kárpótolta, míg a Sambia, Skalva és Nadruvia vidéke (Königsberggel együtt) a Szovjetunióhoz került és ma is az Oroszországi Föderáció része.
1945 után az összes németet kitelepítették az országból.